# Werner Friedrich Abraham von Arnim
Werner Friedrich Abraham von Arnim (* 17. September 1747 in Werbelow; † 16. Februar 1794 in Hamm) war ein preußischer Beamter.

## Leben

### Familie
Werner Friedrich Abraham von Arnim war der Sohn von George Heinrich von Arnim (* 27. Januar 1717 in Kröchlendorf; † 21. Februar 1793 in Werbelow), Erbherr auf Werbelow und Milow sowie Feuersozietätsdirektor und dessen Ehefrau Marie Albertine geborene Gräfin von der Schulenburg (* 27. März 1726 in Wolfsburg; † 9. Juli 1793 in Schermeisel bei Landsberg an der Warthe), eine Tochter des Generalleutnants Adolph Friedrich von der Schulenburg; von seinen Geschwistern sind namentlich bekannt:
- Otto Albrecht von Arnim (* 22. November 1751 in Werbelow; † 17. Juni 1803 in Plantikow), Landrat;
- George Ludwig Wilhelm von Arnim (* 1753; † 1800)
- Friederike Charlotte von Arnim (* 6. Januar 1758 in Werbelow; † 25. Juli 1820 in Driesen), verheiratet mit August Otto von der Groeben (* 24. September 1748; † 14. Mai 1829);
- Heinrich August von Arnim (* 20. Januar 1760 in Werbelow; 19. Januar 1834 in Heinrichsdorf in Westpreußen), Geheimer Justizrat, verheiratet mit Gräfin Christine Ulrike Bernhardine (* 26. November 1773 in Stargordt; † 18. Juli 1818 in Heinrichsdorf), Tochter des Grafen Friedrich Heinrich Christian von Borcke (1744–1790); Vater des Diplomaten Heinrich Friedrich von Arnim-Heinrichsdorff-Werbelow.

Er war mit Anna Sophia Charlotta, eine Tochter des Freiherrn Johann Friedrich Mordio von Berchem, verheiratet; ihr Onkel war Dietrich Johann Goswin von Berchem (1713–1786). Seine Ehefrau heiratete in zweiter Ehe 1801 den Landrat Alexander Zabel Ernst von Münchow.

### Werdegang
Zur schulischen Ausbildung von Werner Friedrich Abraham von Arnim liegen keine Hinweise vor.
Am 14. Oktober 1765 immatrikulierte er sich an der Universität Halle zu einem Studium der Rechtswissenschaften und wurde nach deren Beendigung 1768 Referendar bei der märkischen Kriegs- und Domänenkammer in Kleve.
Anfang 1770 erfolgte seine Ernennung zum Kriegs- und Domänenrat bei der Kriegs- und Domänenkammer in Hamm; er folgte Carl August Resen (1725–1780), der als Oberrechnungsrat zur Oberrechenkammer (heute: Bundesrechnungshof) nach Berlin versetzt worden war.
Im Januar 1774 bat er um das Prädikat Geheimer Kriegsrat, weil seine Ehefrau auswärtige Kontakte pflegte, daraufhin forderte König Friedrich II. von Minister Friedrich Wilhelm von der Schulenburg-Kehnert ein Gutachten an und ernannte Werner Friedrich Abraham von Arnim daraufhin im März 1774 zum Geheimen Kriegsrat.
1776 erfolgte seine Versetzung zur Kriegs- und Domänenkammer nach Kleve, dort schied er zeitweilig aus dem Dienst aus, um sich um seine Güter kümmern zu können; seine Ehefrau besaß zu dieser Zeit das Gut Werdringen bei Wetter (Ruhr), dessen Belehnung ihr Onkel Dietrich Johann Goswin von Berchem (1713–1789) 1777 erhielt. Nach dessen Tod 1789 verwaltete sie das Gut noch bis 1798.
Er kehrte im November 1787 zur Kriegs- und Domänenkammer nach Hamm zurück.

## Mitgliedschaften
- Werner Friedrich Abraham von Arnim trat am 14. Januar 1766 in Halle in die Freimaurerloge Zu den Drei Degen ein und wurde innerhalb der Strikten Observanz Frater ab alea genannt.[6]
- Er war seit dem 30. Juli 1772[7] Ritter des Johanniterordens[8][9][10].